# Hainersdorf
Hainersdorf è una frazione di 617 abitanti del comune austriaco di Großwilfersdorf, nel distretto di Hartberg-Fürstenfeld (Stiria). Già comune autonomo, il 1º gennaio 2015 è stato aggregato a Großwilfersdorf.